# Super 2000
Super 2000 também conhecido como S2000, é uma especificação e classificação da FIA para a produção baseada em carros de corrida. A especificação divide-se para abrangir os carros para rali e automóvel de turismo. Os carros Super 2000 para rali, também estão autorizados para competir nos eventos do Campeonato Mundial de Rali de Automóveis de Produção ao lado do Grupo N de carros.

## Especificações
As especificações da FIA são as seguintes:
- Derivado de um modelo de produção, do qual 2.500 unidades tenham sido produzidas no ano anterior.
- Máxima cilindrada: 2 litros (2000 cc)
- Máximo de 280 bhp
- Aspiração normal
- Tração nas quatro rodas é permitida em carros de rali, mas não em carros de turismo.
- Caixa de transmissão de 6 velocidades.
- Suspensão dianteira e traseira McPherson.
- Sem auxílios eletrônicos ao piloto
- Deve estar à venda por no máximo €168,000.[3]

## Fabricantes

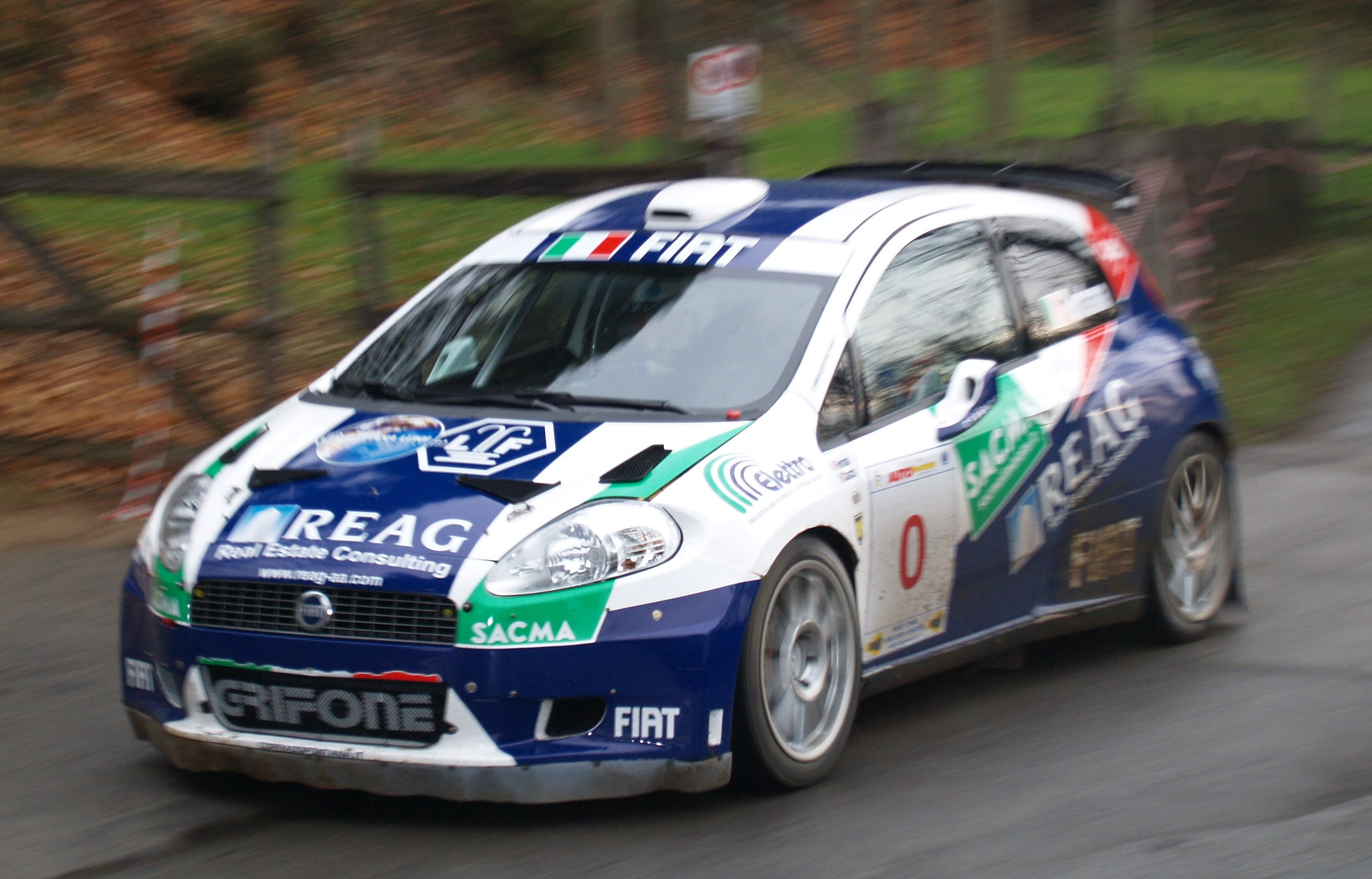
Fiat Grande Punto Abarth S2000, um dos carros Super 2000 mais populares.

- Fiat Super 2000 Grande Punto Abarth
- Ford Motor Company Fiesta [4]
- Peugeot 207 RCup
- Skoda Fabia [5]
- Toyota Corolla
- Volkswagen Polo S2000
- MG ZR
- Proton Satria [6]

## Referencias
1. ↑  FIA Sport / Departamento Técnico (29 de março de 2007) FIA Super 2000 Circuit regulations, "FIA" (em inglês). Acessado em 2008-mai-4.
2. ↑  FIA Sport / Departamento Técnico (12 de novembro de 2006) FIA Super 2000 Rally regulations, "FIA" (em inglês). Acessado em 2008-mai-4.
3. ↑  «RallySport Magazine - Super 2000 is affordable - RED». Consultado em 4 de maio de 2008. Arquivado do original em 2 de fevereiro de 2017
4. ↑  «RallySport Magazine - S2000 Fiestas nearly ready to roll». Consultado em 4 de maio de 2008. Arquivado do original em 28 de julho de 2008
5. ↑  WRC: Skoda starts S2000 testing., motorsport news, results, features, teams, drivers, updates
6. ↑  Rally : A new Proton Super 2000? - PROTON WRC - Rally-Live.com